# Paraf
Paraf (hrvaško Parafa) je bila hrvaška punk rock in kasneje post punk skupina iz Reke. Nastala je leta 1976, razpadla pa leta 1986. Skupina spada med prvotne, kasneje legendarne punk skupine iz področja nekdanje Jugoslavije.

## Zgodovina
Skupino so ob koncu leta 1976 ustanovili najstniki iz Reke, na katere je vplival zgodnji punk. Ustanovitelji, Valter Kocijančić (vokali, kitara), Zdravko Čabrijan (bas kitara) in Dušan Ladavac (bobni) so bili v navezi s podobno punk skupino iz istega mesta, Termiti , dejavno pa so se povezali s sceno iz Ljubljane.

## Postava

### Prvotna zasedba,1976-1980
- Valter Kocijančić - kitara, vokal
- Zdravko Čabrijan - bas kitara
- Dušan Ladavac - bobni

### Druga zasedba, 1980 -1982
- Pavica Mijatović -»Vim Cola« - vokal
- Mladen Vičić - kitara
- Zdravko Čabrijan – bas kitara
- Dušan Ladavac - bobni
- Raul Varlen - klaviature

### Tretja zasedba, 1982 -1984
- Pavica Mijatović -Vim Cola - vokal
- Robert Tičić (ex-Termiti) - kitara
- Zdravko Čabrijan – bas kitara
- Dušan Ladavac - bobni
- Raul Varlen – klaviature

### Četrta zasedba, 2020 -
- Pavica Mijatović -Vim Cola - vokal
- Valter Kocijančić - kitara, vokal
- Zdravko Čabrijan – bas kitara
- Raul Varlen - klaviature
- Vlado Simcich Vava - kitara
- Deni Šesnić - kitara
- Iva Močibob - vokal
- Alen Tibljaš - bobni

## Diskografija

### Albumi
- A dan je tako lijepo počeo... LP (ZKP RTLJ, 1980)
- Izleti LP (ZKP RTLJ, 1982)
- Zastave LP (ZKP RTLJ, 1984)
- Delta (Live Album 2022) (Dallas Records, 2022)

### Male plošče
- Rijeka/Moj život je novi val (RTV Ljubljana, 1979)
- Fini dečko/Tužne uši (RTV Lj, 1981)

### Bootleg
- Goli Otok/Narodna pjesma (1979) - Obe skladbi sta posneti v živo. Pesem Goli Otok je bila za časa socializma v tako imenovanem bunkerju, recenziji, zaradi za takratni vladajoči režim izredno provokativnega besedila. Zaradi tega ni bila nikoli izdana v studijskih delih. Narodna pjesma ima prav tako kontroverzno in hudo provokativno besedilo, ki pa je za razliko od prej omenjene skladbe lahko izšla na prvi studijski plošči. Za razliko od prve, delno cenzurirane oblike pa je v tokratni izdaji besedilo popolnoma originalno, se pravi necenzurirano.

### Kompilacije
- Novi punk val, 1981 - »Narodna pjesma«,
- Sabrana djela 1976 - 1987 (4 CD box) (Dallas Records, 2018)